# 2195 Tengstrom
Tengstrom (asteróide 2195) é um asteróide da cintura principal, a 1,9888987 UA. Possui uma excentricidade de 0,1051367 e um período orbital de 1 210,25 dias (3,32 anos).
Tengstrom tem uma velocidade orbital média de 19,97858734 km/s e uma inclinação de 4,57465º.
Esse asteróide foi descoberto em 27 de Setembro de 1941 por Liisi Oterma.